# Synagogue de Przedbórz

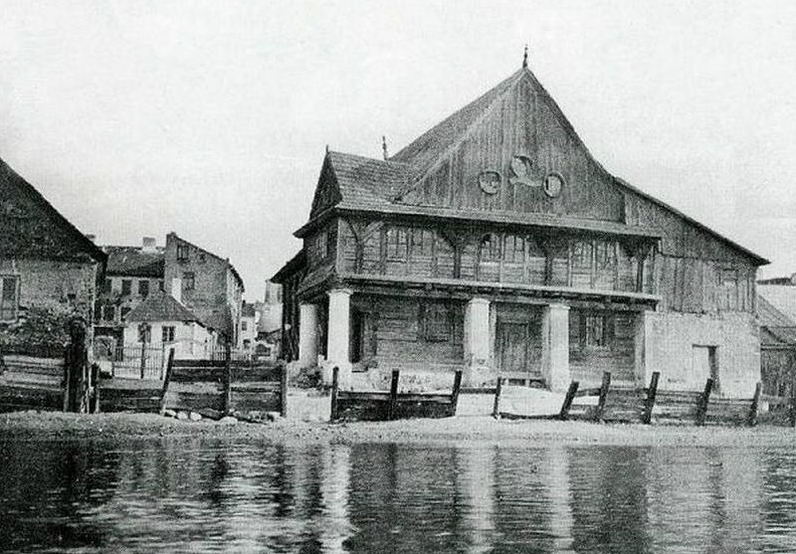
La synagogue vue de la rivière Pilica.

La synagogue de Przedbórz est une synagogue en bois considérée comme une des plus belles de Pologne, construite au XVIIe siècle et détruite par les Allemands au début de la Seconde Guerre mondiale.
Przedbórz est une ville de Pologne dans le powiat de Radomsko (voïvodie de Łódź). Elle se trouve à 95 km au sud de Łódź et à 70 km au nord-ouest de Kielce   La ville avant la Seconde Guerre mondiale comptait une importante communauté juive, représentant 60 % de la population. Celle-ci a été totalement exterminée pendant la Shoah. Actuellement la ville compte environ 3 850 habitants.  

## La communauté juive
Les Juifs sont probablement arrivés à Przedbórz sous le règne de Casimir le Grand, mais les mentions les plus anciennes de la communauté locale remontent à 1570. À cette époque, le roi Étienne Báthory accorde aux Juifs le droit de s'installer à Przedbórz et d'y organiser une fouille (cimetière) et une synagogue. Cette première synagogue est certainement en bois, mais nous ne disposons d'aucune information spécifique la concernant. 
Lors du recensement de 1636, on dénombre à Przedbórz, 162 maisons au total avec l'indication: il y a des maisons juives avec une synagogue.  En 1638, après un grand incendie, qui détruit également la synagogue, le roi Ladislas IV Vasa accorde le privilège aux Juifs de Przedbórz, leur permettant de construire de nouveaux bâtiments et de faire du feu dans la ville et sur les terres du château, ainsi que d'ériger une synagogue dans la vieille ville, d'effectuer tous les métiers, d'acheter toute sorte de nourriture, d'abattre et de vendre tout le bétail dans la vieille ville, de fumer et de distiller de l'alcool et d'avoir tous les autres droits pour user de leurs anciennes libertés et coutumes en payant les mêmes taxes ni plus ni moins.
La quiétude de la ville et de la communauté juive est interrompue par la guerre polono-suédoise de 1655-1656, connue sous le nom de déluge,. En 1657, après avoir libéré Przedbórz des Suédois, les armées victorieuses de Stefan Czarniecki perpètrent à Przedbórz, comme dans plusieurs autres villes, dont entre autres Piotrków, des pogroms contre les Juifs, accusés de collaboration avec l'ennemi. La synagogue est détruite et les Juifs se replient alors pour prier dans de petites salles de prière. 
La situation n'est modifiée que par le privilège du roi Auguste III qui en 1745 permet à la communauté juive de construire une nouvelle synagogue à Przedbórz. Celle-ci est construite au même endroit que la précédente, au bord de la Pilica, à l'ouest du marché de Predbórz.. Construite en bois et richement décorée, la synagogue sera un monument phare de la ville, attirant de nombreux touristes, jusqu'à sa destruction par les Allemands au début de la Seconde Guerre mondiale.
En 1780 Stanisłas Auguste Poniatowski envoie une commission à Przedbórz à la demande des Juifs et des Chrétiens locaux. En raison d'un incendie, ils ne pouvaient plus rembourser leur dette. La commission réussit à réconcilier les débiteurs et les créanciers.  
À la fin des années 1930, la ville compte 60 % de Juifs. soit environ 4 500 Juifs sur un total de 7 000 habitants. Ils habitent principalement dans la vieille ville, autour de la place du Marché e dans les rues avoisinantes .  
Dès le déclenchement de la Seconde Guerre mondiale, les Allemands s'empare de Przedbórz et aussitôt les persécutions contre les Juifs commencent. En janvier 1940, les Allemands établissent un ghetto où ils rassemblent 4 600 Juifs. Le 9 octobre 1942, le ghetto est liquidé et ses habitants forcés de se rendre à pied au ghetto de Radomsko, distant de 32 km. Les survivants sont peu de temps après déportés au camp d'extermination de Treblinka où ils sont assassinés. 
Après la guerre, en 1945, les 9 Juifs qui retournent à Przedbórz sont attaqués par des membres d'une milice secrète, transportés par camion dans une forêt à Radoszyce où ils sont abattus.

## Histoire de la synagogue
Le bâtiment est érigé sur le bord de la rivière Pilica à l'emplacement de la synagogue précédente détruite par un incendie en 1754. D'après une date peinte sur la voute, elle aurait été terminée en 1760.  
Grâce aux sculptures raffinées sur bois, aux polychromes, aux vitres colorées et à d'autres détails, la synagogue de Przedbórz est considérée comme l'un des plus beaux bâtiments en bois de Pologne. Il y a aussi des légendes à son sujet, comme celle où l'empereur Napoléon, qui passait à Przedbórz aurait été impressionné par sa beauté et aurait offert à la synagogue comme cadeau l'un des tapis de sa monture, richement brodé d'or.
Le rapport de lustration du 27 novembre 1931 indique : La synagogue est un monument historique, elle est en bon état. À cette époque, la communauté juive de Przedbórz possède deux synagogues, l'autre située la rue Częstochowska. Un rabbin officie dans la synagogue principale et un autre rabbin dans la banlieue,. La valeur des deux synagogues est alors estimée à 150 000 zlotys.
Dès le début de la Seconde Guerre mondiale, l'armée allemande envahit la Pologne. Ayant conquis la ville de Przedbórz le 2 septembre 1939, les Allemands incendient la synagogue historique dès le lendemain 3 septembre 1939. Une autre source mentionne que la synagogue a brulé après avoir été atteinte par une roquette incendiaire d'une chenillette allemande qui tirait sur le faubourg de Widoma, devenu maintenant un quartier de Przedbórz. Le maire de Przedbórz à l'époque, Konstanty Kozakiewicz, écrit dans ses mémoires : 
« Cela s'est produit le 3 septembre 1939. L'incendie a rapidement consumé avec une flamme brillante, produisant d'épais nuages de fumée noire, le bois sec de mélèze séculaire avec lequel avait été construite la synagogue. Plus tard, on m'a dit que pendant l'incendie de la synagogue, on avait entendu des détonations à l'intérieur, comme des grenades explosives. L'anéantissement du temple juif était également une sorte de préliminaire, avant ce qui allait se passer trois ans plus tard où presque toute la communauté juive de Przedbórz périt dans le camp d'extermination nazi allemand de Treblinka. »

## Description de la synagogue
Bâtie en mélèze avec un toit couvert de bardeaux et plus tard de tôles, la synagogue occupe une superficie de 18 mètres de large par 21 mètres de long avec une hauteur de 14 mètres. Elle se compose d'une salle de prière, d'une salle communautaire, d'un vestibule et d'une galerie réservée aux femmes, accessible par un escalier depuis l'annexe. Il y a deux entrées dont l'une est connue pour avoir été décorée d'un magnifique portail baroque, avec les signes du zodiaque, les Tables de la Loi et de cartouches soutenues par des lions. L'impressionnant bâtiment bénéficie d'un intérieur tout aussi grandiose. Le plafond en berceau est décoré d'un maillage de lattes pliées et de planches en forme de S. Dans la salle de prière polychrome se tient une bimah octogonale, ressemblant à un kiosque avec un dôme ajouré avec une balustrade décorative, surmonté d'une sculpture de grenade, d'une pomme de pin et d'une couronne.

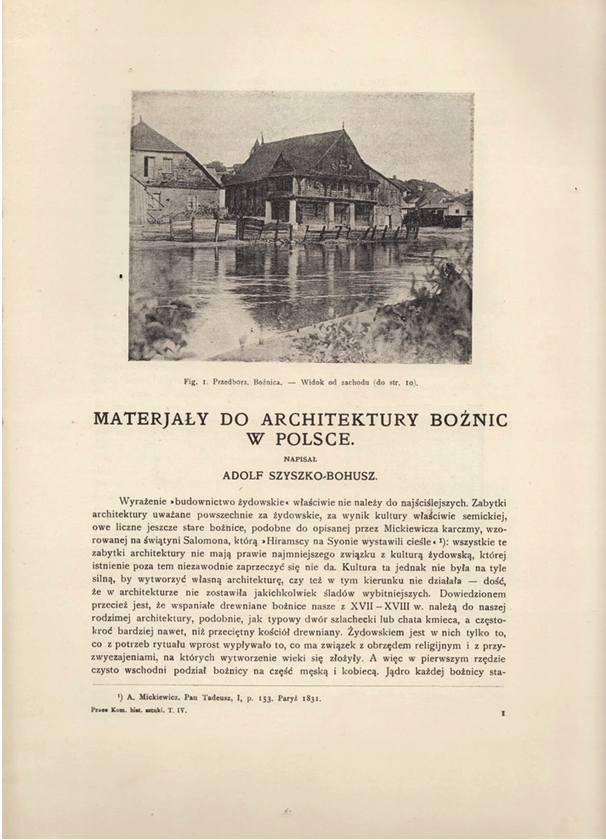
Article d'Adolf Szyszko-Bohusz décrivant la synagogue après sa visite de 1909.

Bien que la synagogue ait-été détruite pendant la Seconde Guerre mondiale, on dispose heureusement, de riches sources iconographiques de celle-ci: entre autres une description très complète rédigée par l'architecte polonais Adolf Szyszko-Bohusz (1883-1948), qui en tant que nouveau diplômé de l'Académie des Beaux-Arts de Saint-Pétersbourg, a étudié la synagogue de Przedbórz pendant l'été 1909, en compagnie de Stefan Zborowski, un photographe amateur de Rawa Mazowiecka, membre de TOnZP (Towarzystwo Opieki nad Zabytkami Przeszłości = Société pour la protection des monuments historiques). Le récit de sa visite a été lu à l'automne 1909 à Cracovie lors d'une réunion des membres de l'Académie polonaise des arts et sciences et publié beaucoup plus tard, dans l'entre-deux-guerres.  
Szyszko-Bohusz commence par une description générale de la synagogue et s'intéresse plus particulièrement à la voûte à berceau et s'interroge sur la date exacte de construction du bâtiment:
« La célèbre synagogue de Przedbórz, selon la tradition locale de l'époque du "Grand Roi", et datant probablement du milieu du XVIIIe siècle, mérite d'être connue: c'est l'une des formes les plus nobles et non surchargées de nos synagogues en bois, qui ne pèche pas par sa lourdeur et sa monumentalité; un vrai bijou, une mine de motifs familiers et le travail d'un artiste consciencieux. Si la ligne du toit à pignon et la décoration des murs faits de poutres et d'entretoises sont relativement rébarbatives avec leur retenue, et même leur sécheresse, combien est merveilleux un tel porche avec une baie vitrée en saillie pour la galerie des femmes, soutenue par des piliers ronds en pierre.
Et que dire de l'intérieur, cette immense salle à voûte en berceau, si simple, si riche et monumentale! Un artiste hors du commun a dû être celui qui a eu l'idée de créer cette voûte lumineuse avec deux chaînages suspendus - oui, quiconque comprend et ressent la beauté de l'architecture ne devrait pas faire autrement. Cet artiste était le célèbre et probablement estimé en son temps, maître Jehuda Lejb, dont nous rencontrerons aussi le nom dans la synagogue de Szydłów, et peut-être aussi ailleurs lors de nos recherches approfondies sur la construction des synagogues...
Le plan de la synagogue de Przedbórz, qui se trouve juste sur la rive de la rivière Pilica, face à la ville vers l'est, est extrêmement simple; pour les synagogues en bois, cela peut être considéré comme typique. Nous entrons dans la synagogue par le porche situé dans la partie nord-ouest du bâtiment. Tout droit nous entrons dans une petite salle de réunion presque carrée (4,00 X 4,'75 m), plus ancienne avec un plafond extrêmement intéressant. Composé de planches étroites légèrement convexes, entièrement peintes de couleurs vives et brillantes, il crée une très belle et riche apparence avec de petits moyens, à toute cette pauvre pièce aux murs en poutres fendues, éclairée par de petites fenêtres. La pièce principale, qui est accessible depuis le porche par une grande porte avec des verrous et des cadenas très minutieusement ciselés, a une apparence vraiment monumentale.
Encore une fois, nous sommes frappés par la simplicité des moyens utilisés par l'artiste. La salle rectangulaire (14,10 X 11,33 m) ainsi que la galerie pour les femmes, située au-dessus du porche et de la salle de réunion, sont couvertes d'une voûte en berceau unique, faite de planches de bois assemblées, augmentant ainsi artificiellement la grandeur de l'intérieur. Sur la voute serpente un motif de planches plus épaisses de style purement oriental, formant ces arcs caractéristiques dans l'axe de la crête entre les supports, et en même temps ressemblant à nos caillebotis et autres produits de serrurier. Cent douze clés de voûte sculptées et peintes embellissent cette voûte. Du côté sud, un certain nombre de ces clés de voûte ont des lettres hébraïques peintes, formant la phrase que la renommée du nouveau temple dépassera la renommée de l'ancien, phrase qui se réfère au Temple de Salomon. Du côté nord, sept clés de voûte ont également une inscription hébraïque qui se lit littéralement: Cette œuvre est faite à la main par Jehuda Lejb; en outre, la première clé de voute de cette série porte le mot Année et le dernier caractère précise que tous les mots précédents doivent être considérés comme des nombres. Après déchiffrement, on obtient la date de l'année 6520, soit l'année 1760.
Est-ce vraiment la date de la construction de notre synagogue, ou cette année indique-t-elle un travail de Jehuda Lejb dans la décoration de la synagogue déjà construite? Après tout, que la synagogue soit du XVIIe ou du XVIIIe siècles, cette inscription si ostentatoire placée sur la voûte indique un travail très important de Jehuda Lejb. Qu'il ait vécu au XVIIIe siècle est confirmé par la date que nous avons trouvée dans la synagogue de Szydłów, qu'il a décorée de fresques en 6544 (1784). Est-ce que son œuvre se limite ici à la peinture et à la décoration ?
La galerie réservée aux femmes de la synagogue de Przedbórz est située à l'ouest au-dessus du porche et de la salle de réunion et s'étend au nord et à l'ouest en s'accrochant aux murs et reposant sur d'épais piliers en pierre. On y accédait initialement par des escaliers tournants qui conduisaient l'un vers la baie sud et l'autre symétriquement vers la baie nord. Aujourd'hui, après l'ajout d'une nouvelle salle pour les femmes au sud, cette partie a dû être entièrement repensée, en supprimant les anciens escaliers, en remplaçant les fenêtres sud du hall par des ouvertures et en supprimant les longs espaces horizontaux entre les fenêtres.
…L'ancienne galerie des femmes conserve en partie d'anciennes grilles, avec des découpes en forme d'étoiles à huit branches: un motif connu dans les architectures arabes en bois. La voûte commune de la salle et de la galerie, d'une construction très simple, entièrement faite de petites planches minces fixées à la ferme du toit, est conçue d'une façon assez élaborée. »
Il passe ensuite à la description des peintures murales :
« …Dans l'ensemble, le ton de l'intérieur de notre synagogue en mélèze, est naturel, brun chaud, grisâtre, doré par endroits. Plusieurs endroits sont peints dans des couleurs calmes, pour la plupart chaudes. Seuls des panneaux blancs se distinguent davantage et ceux-ci semblent être d'origine plus récente. La décoration utilise généralement des motifs architecturaux. Formidable, tout à fait précis dans les dessins des colonnes, des arcades, des volutes - toutes parsemées de branchettes, de vigne grimpante, ici et là des grappes suspendues, des oiseaux, des voilages, etc. À un endroit, nous avons un dessin complètement différent, bien que traité de la même façon et probablement peint par le même artiste. Sur le mur ouest à l'intérieur de la salle, à droite de l'entrée, nous voyons une ville fantastique entourée de murs (au-dessus desquels surgissent des clochers d'église) et sur des branches d'arbres sont suspendus divers instruments de musique qui doivent être utilisés pour la gloire de Dieu.
Il semble que l'inscription au-dessus du tableau soit 1760; dans d'autres endroits de la décoration murale, nous rencontrons 1755 et 1758. Si nous combinons ces dates avec l'inscription sur les clés de voûte, nous devons admettre qu'il ne peut être exclu que seule la décoration de peinture soit l'œuvre de Jehuda - tout comme à Szydłów.
Pour compléter la décoration intérieure, de nombreuses sculptures embellissent l'autel (Aron Kodesh), la bimah et la porte d'entrée. L'aspect des sculptures est légèrement plus recherché que celui des clés de voûte. Elles ont la même apparence d'un enchevêtrement étrange de traits baroques élégants avec des motifs purement orientaux; ce que nous appelons un barbarisme stylé se retrouve ici à presque chaque étape et c'est la plus grande valeur de ces sculptures. Le motif de l'ornement baroque - les tissages floraux - est déjà traité avec moins de subtilité, avec une certaine tendance orientale, avec une certaine naïveté. Cependant, l'élément oriental est également mis en valeur par les motifs choisis telles les figures caractéristiques d'une paire inséparable d'oiseaux, de lions, de cerfs, de tigres, d'aigles, incarnant toutes les qualités de l'âme et du corps dont un juif orthodoxe devrait être fier. Un effet extraordinaire est créé par l'utilisation de griffons et de lions au-dessus d'écus, recouverts d'une inscription hébraïque… et des couronnes royales (l'autel). »
Il décrit ensuite les objets et accessoires précieux détenus par la synagogue en mettant l'accent sur de magnifiques rideaux de Torah :
« La décoration intérieure est complétée par de nombreux lustres et chandeliers en laiton, généralement des œuvres plus récentes, une intéressante vieille lanterne en fer, suspendue à l'entrée du hall, et de nombreuses plaques métalliques, décorées d'élégants ornements.
…Enfin, le dernier groupe d'objets de valeur conservés dans la synagogue juive de Przedbórz comprend de riches rideaux de fête pour l'autel, des rideaux accrochés à une tige de fer devant le meuble contenant les rouleaux de Torah. Le plus intéressant est sans doute le rideau le plus riche du XVIIIe siècle avec des aigles polonais brodés sur des boucliers d'argent, aujourd'hui de couleur cannelle (à l'origine rouge cinabre). Ces trois écussons reposent sur un fond framboise, brodé d'or. Une bande supérieure violette avec la date 1832 a été ajoutée plus tard. Les bords supérieur et inférieur…comportent des rayures dorées polonaises. Le deuxième rideau, sans date, et probablement aussi du XVIIIe siècle, actuellement un damassé de couleur cannelle clair possède un motif doré et des brindilles bleues. Le milieu du rideau a été cousu séparément avec un motif extrêmement oriental, or brodé sur fond rouge. La partie supérieure est également brodée séparément, avec l'image de mains de bénédiction, également cousue d'or sur le fond rouge. Quelques autres rideaux sont déjà moins intéressants, mais ils sont toujours remarquables, car nous avons de moins en moins de ces tissus. Si nous ajoutons ici toute une série de rideaux plus courants ou plus usés, peut-être intéressants, nous obtenons une collection aussi importante que rare… »
L'inventaire de la synagogue et son état décrits ci-dessus sont confirmés par l'inspection du monument réalisée en 1931: "La synagogue est un monument historique, elle est en bon état", et en 1939: "La synagogue possède entre autres de précieux bas-reliefs, considérés comme le cadeau d'Esterka et de Berek Joselewicz, des gobelets richement ornés en or et en argent, et des couvertures décoratives parsemées de paillettes d'or et d'argent.. Dans le trésor de la synagogue, il y a aussi quelques souvenirs de l'époque de la pré-partition, entre autres un beau tapis avec un aigle polonais brodé. Le mobilier coûteux de la synagogue a été complété par de vieilles plaques de laiton, des réflecteurs et des plateaux. Sur l'un d'entre eux se trouve le blason de Jeleń, les lettres IF et l'année 1713.
Le rapport de Szyszko-Bohusz mérite d'être complété par celui que Zygmunt Gloger (1845-1910) a réalisé en 1907 :
« Sur l'une des portes menant à l'intérieur de la synagogue, je trouve encore un carcan en fer... utilisé autrefois pour menotter les criminels pendant l'office, afin qu'ils soient punis pour leur méfait par une humiliation publique. J'ai vu un carcan similaire sur la porte latérale de l'ancienne église de Czerwińsk (...). J'avoue, cependant, que je ne savais pas que la même loi médiévale coutumière était pratiquée par les Juifs dans leurs synagogues, comme en témoigne le carcan à la porte de la synagogue de Przedbórz avec un conservatisme admirable, ainsi que par le fait qu'il a été préservé par les Juifs locaux. »
Plans de la synagogue dessinés par Adolf Szyszko-Bohusz en 1909

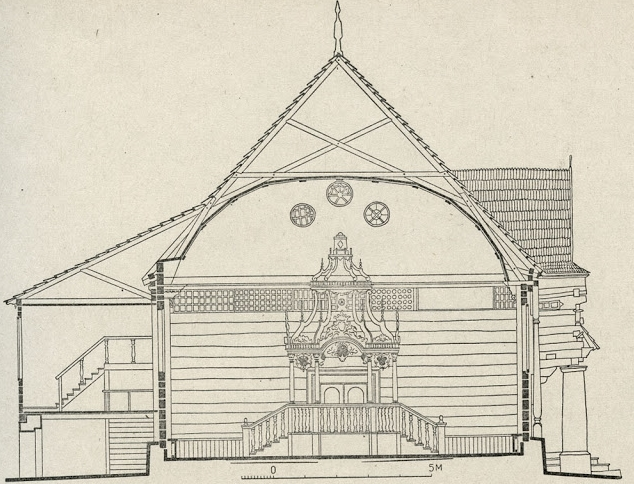
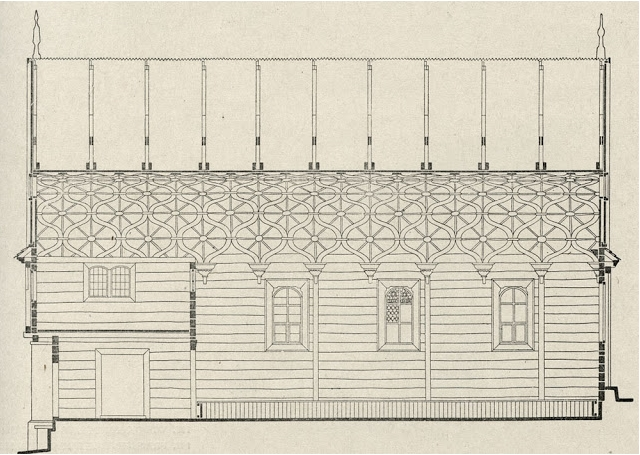
Coupe longitudinale de la synagogue.
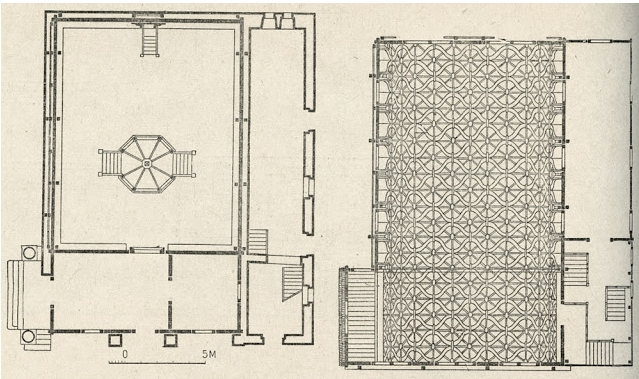
Projection de la voûte.

Photos de l'intérieur de la synagogue en 1909

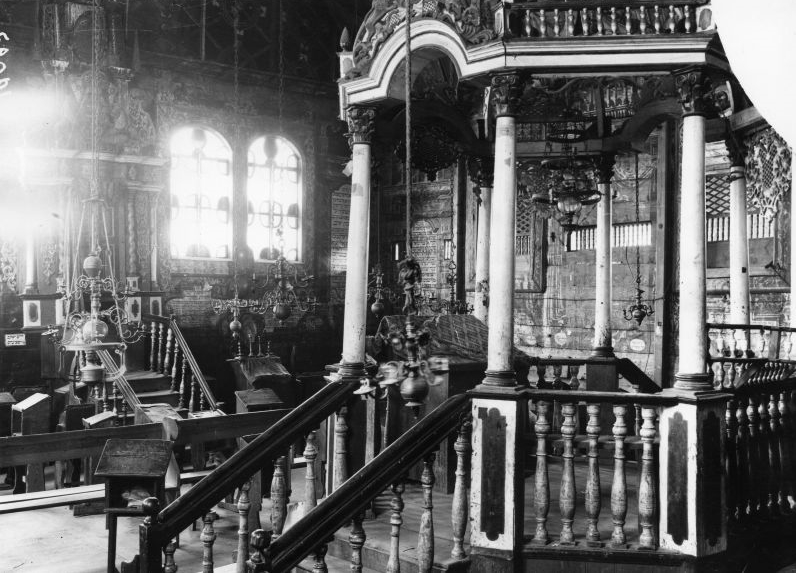
La Bimah de forme octogonale.
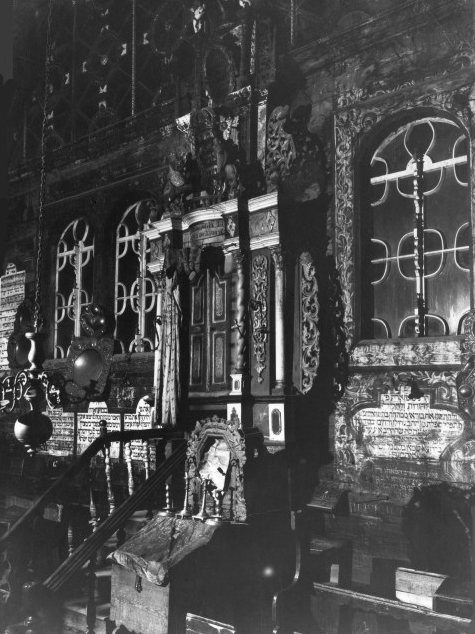
L'Arche sainte.
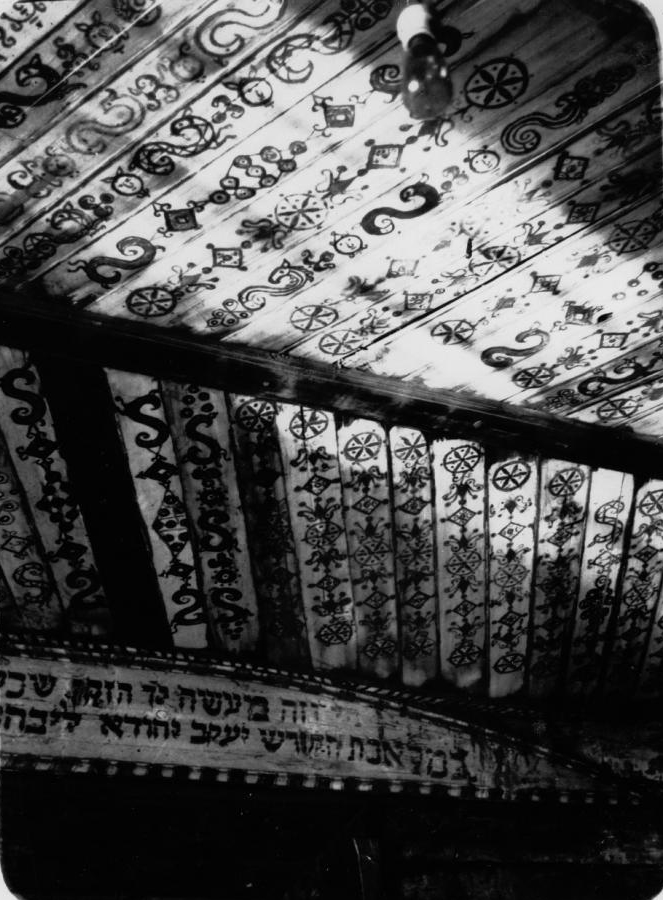
Le plafond peint.
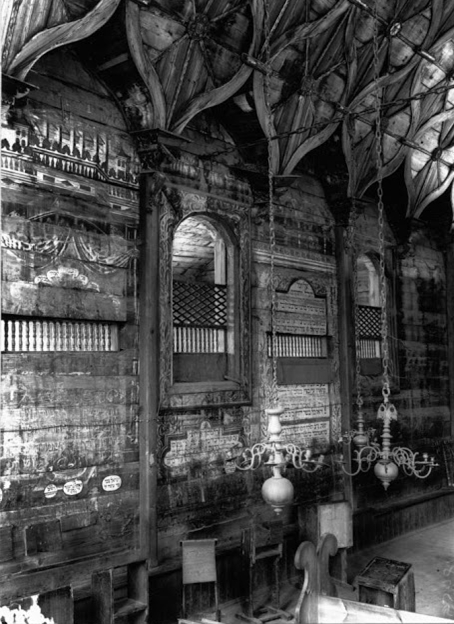
Mur et plafond.
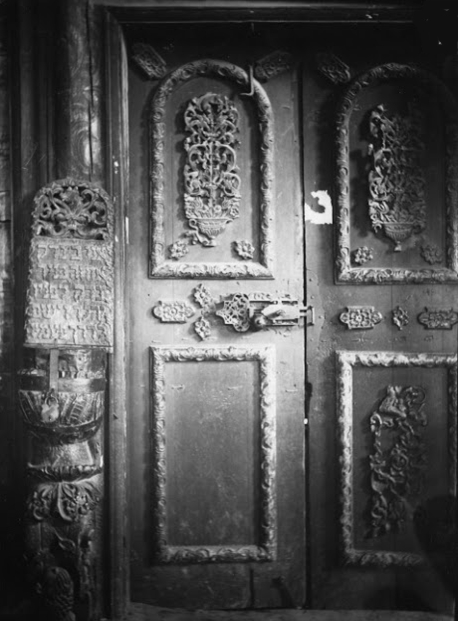
La porte d'entrée.

Objets précieux détenus dans la synagogue en 1909

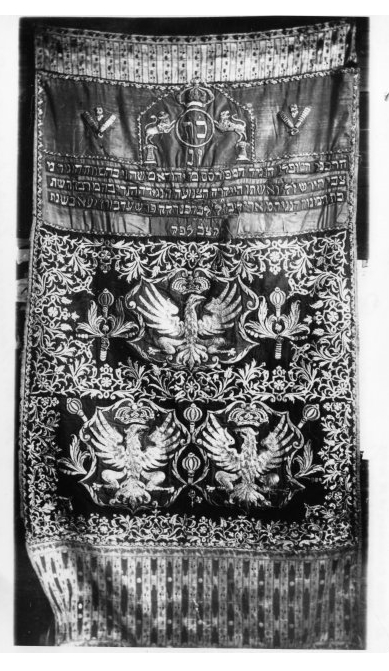
Rideau de Torah (Parokhet).
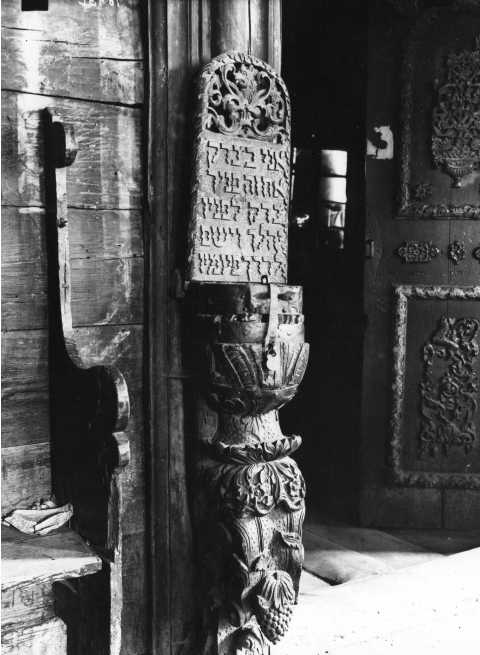
La boite à tsédaka près de l'entrée.
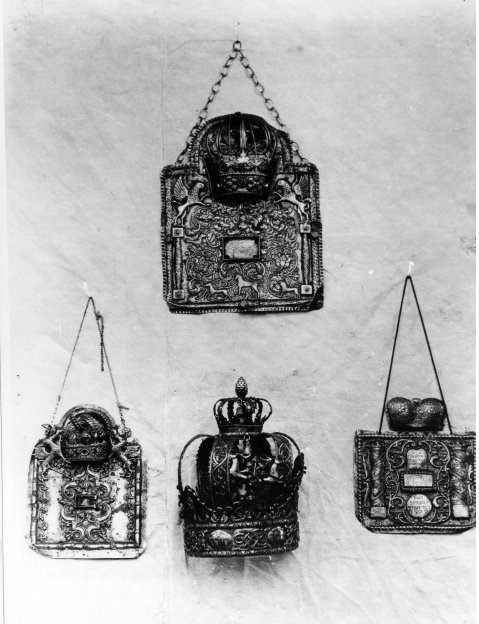
Couronne de Torah et parures de Torah.
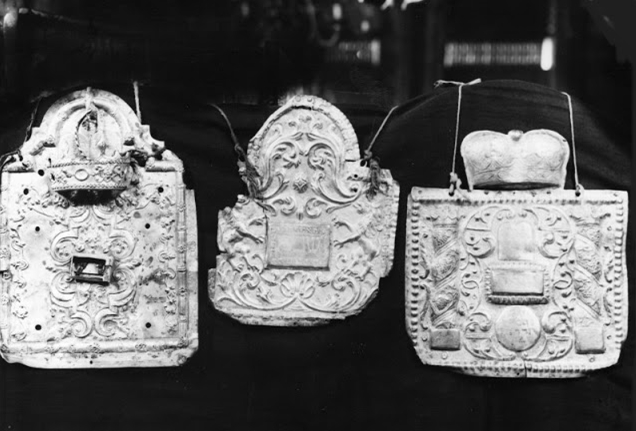
Parures de Torah.